# Mario Velarde
Mario Velarde Velázquez (né le 29 mars 1940 à Mexico au Mexique, et mort le 19 août 1997) est un footballeur international mexicain, qui évoluait au poste de milieu de terrain, avant de devenir entraîneur.

## Biographie

### Carrière de joueur

#### Carrière en sélection
Avec l'équipe du Mexique, il joue 15 matchs (pour 3 buts inscrits) entre 1962 et 1972. 
Il figure dans le groupe des sélectionnés lors des coupes du monde de 1962 et de 1970. Lors du mondial 1962, il ne joue pas de match. Lors du mondial 1970, il joue une rencontre face à l'Union soviétique.

### Carrière d'entraîneur
Il dirige les joueurs du Club Universidad Nacional pendant 4 ans, de 1983 à 1987.